# NGC 3257
NGC 3257 је елиптична галаксија у сазвежђу Шмрк (Пумпа) која се налази на NGC листи објеката дубоког неба.
Деклинација објекта је - 35° 39' 29" а ректасцензија 10h 28m 47,0s. Привидна величина (магнитуда) објекта NGC 3257 износи 13,1 а фотографска магнитуда 14,1. Налази се на удаљености од 39,725 милиона парсека од Сунца. NGC 3257 је још познат и под ознакама ESO 375-36, MCG -6-23-31, PGC 30849.